# Sère-Rustaing
Sère-Rustaing település Franciaországban, Hautes-Pyrénées megyében. Lakosainak száma 128 fő (2022. január 1.). Sère-Rustaing Mun, Bugard, Lamarque-Rustaing, Orieux és Peyriguère községekkel határos.

## Népesség
A település népessége az elmúlt években az alábbi módon változott:
| Lakosok száma | 131  | 131  | 128  | 127  | 129  | 131  | 133  | 130  | 128  |
|               | 2013 | 2015 | 2016 | 2017 | 2018 | 2019 | 2020 | 2021 | 2022 |